# Liste de constructeurs d'engins de chantier
Voici la liste des fabricants d’engins de construction, par pays.

## Pays

### Afrique du Sud
- Bell Equipment
- Class

### Algérie
- ENMTP

### Allemagne
- Ahlmann
- BOMAG
- Demag[1]
- Klaas
- Liebherr (d'origine)
- O&K (division minière)[2]
- O&K (division engins de TP)[3]
- O&K (division mécanique)[4],[5]
- Sennebogen
- Streumaster Spreading Technology
- Wacker Neuson
- Wirtgen[6]

### Biélorussie
- BelAZ
- MAZ

### Chine
- ChengGong
- LiuGong
- Lonking
- Sany
- SDLG (Groupe Volvo)
- SEM (Caterpillar (Qingzhou) Ltd.)
- Shantui
- XCMG, Xuzhoo Construction Machinery Group
- HERED

### Corée du Sud
- Doosan
- Hyundai
- Samsung Heavy Industries

### États-Unis
- Bobcat Company
- Caterpillar
- Clark Equipment Company
- Case (Fiat-CNH Industrial)
- Ingersoll Rand
- John Deere
- Terex

### France
- Derruppé
- Fayat Group
- Manitou
- Mecalac
- Panien
- Pingon
- Pinguely Haulotte
- Poclain
- Richier
- UNAC - hydrostatic vehicule creator

### Italie
- Astra SpA
- Benati S.p.A.
- BenFra
- Bitelli
- Case IH
- CNH Industrial
- Ferrari Belotti
- Fiat Geotech
- Fiat MMT
- Fiori Group
- Hydromac
- Imer Group
- Iveco
- Macmoter
- Marini
- Merlo
- New Holland
- Perlini
- Soilmec
- Venieri

### Japon
- Furukawa
- Hitachi Construction Machinery
- Kobelco
- Komatsu
- Kubota
- Takeuchi
- Yanmar

### Pologne
- Dressta

### Royaume-Uni
- Dresser
- J. C. Bamford Excavators (JCB)

### Suède
- Akerman[7]
- Konecranes
- Volvo Construction Equipment

### Suisse
- Ammann Group
- Liebherr
- Menzi Muck

### Turquie
- Hidromek